# Scheetunnel
Der Scheetunnel ist ein 722 Meter langer, zweiröhriger Eisenbahntunnel an der stillgelegten Bahnstrecke Wuppertal-Wichlinghausen–Hattingen, dessen Weströhre heute als Fuß- und Radweg genutzt wird. Er verbindet Sprockhövel-Schee mit Wuppertal-Nächstebreck. Während des Zweiten Weltkriegs wurden im Rahmen der U-Verlagerung in der Oströhre Flugzeugteile montiert.

## Lage
Der Tunnel unterquert den aus Sandstein geformten, an dieser Stelle 315 Meter hohen Höhenzug Haßlinghauser Rücken, auf dem die Stadtgrenze von Wuppertal zu Sprockhövel, die Landesstraße 432 und die Bundesautobahn 46 verlaufen. Der Höhenzug ist zugleich die Wasserscheide zwischen den Flusssystemen der Wupper und der Ruhr. Der überwiegende Teil liegt dabei auf Wuppertaler Stadtgebiet im Ortsteil Nächstebreck. Das Südportal befindet sich südlich der A 46, während das nördliche Portal nahe dem Bahnhof Schee liegt. Oberhalb des Tunnels befinden sich nördlich und südlich der Wasserscheide Golfplätze.
Der Tunnel verläuft durch das flözleere Oberkarbon.

## Geschichte
Die Weströhre des Tunnels wurde am 20. Mai 1884 als Bestandteil der normalspurigen, eingleisigen Kohlenbahn von Barmen, heute ein Stadtteil von Wuppertal, über Sprockhövel nach Hattingen eröffnet. Eine zweite Röhre östlich davon datiert laut einer angebrachten Jahreszahl auf 1902. Um dem gestiegenen Verkehrsaufkommen seit Eröffnung der Bahnstrecke gerecht zu werden, musste ein zweites Gleis von Wuppertal bis Schee gebaut werden. In diesem steigungsreichen Abschnitt gab es keinen Ausweichbahnhof, in dem sich Züge begegnen konnten. Nach dem Ersten Weltkrieg wurde die Bahnstrecke nur noch eingleisig betrieben.
Während des Zweiten Weltkriegs verlagerte man kriegswichtige Industriebetriebe unter die Erde, um sie vor Luftangriffen zu schützen. Diese sogenannten U-Verlagerungen bekamen je nach Art des genutzten Objektes unterschiedliche Tarnnamen. Für Eisenbahntunnel waren Vogelnamen reserviert und so wurde der Scheetunnel als U-Verlagerung Kauz geführt.
In dem Tunnel wurden nach einer Einrichtungszeit von nur drei Monaten ab August 1944 bis März 1945 von der Firma Homann aus Wuppertal-Vohwinkel Teile des Turbinenjägers Messerschmitt Me 262 montiert.
1984 wurde der Tunnel nach hundertjähriger Nutzung mitsamt der Bahnstrecke stillgelegt.

## Heutige Nutzung
In den Jahren 2013 und 2014 wurde die westliche Röhre saniert und zu einem Bahntrassenradweg umgebaut. Seit Dezember 2014 führt die frühere Kohlenbahn durch den Scheetunnel auf dem Von-Ruhr-zur-Ruhr-Radweg zur Wuppertaler Nordbahntrasse.

## Artenschutz
Um den Artenschutz von Fledermäusen gab es erhebliche Auseinandersetzungen zwischen beteiligten Interessenverbänden. Von den Tunneln der sogenannten Nordbahntrasse bergen die beiden Röhren des Scheetunnels die höchste Artenvielfalt und Individuenzahl. Ein Gutachten vom 30. November 2009 von Professor Reinald Skiba von der Bergischen Universität stellte das Vorhandensein folgender Arten fest: Alpenfledermaus, Kleiner Abendsegler, Wasserfledermaus, Zwergfledermaus, Großes Mausohr, Rauhautfledermaus und Teichfledermaus. Der Nachweis erfolgte mit Ultraschallmessungen und der Untersuchung von Gewöllen des Waldkauzes.
Die Oströhre ist zum Schutz der Tiere verschlossen und für Menschen nicht zugänglich. Der NABU hoffte trotz Fußgängern, Skatern und Radfahrern auch in Zukunft auf den Verbleib von Fledermäusen im Westteil. Die EU-Kommission hatte dazu im Juni 2011 zunächst die zukünftige Schließung des Westtunnels in den Wintermonaten verfügt. Durch den Einsatz von schwach leuchtender LED-Beleuchtung, die nur nach unten hin abstrahlt, konnte letztlich eine grundsätzlich ganzjährige Öffnung des Tunnels erreicht werden. Nur zu besonderen Zeiten, z. B. während des Ausschwärmens der Fledermäuse nach der Winterruhe oder an Silvester wird der Tunnel nachts von 20 bis 6 Uhr geschlossen.

## Bilder

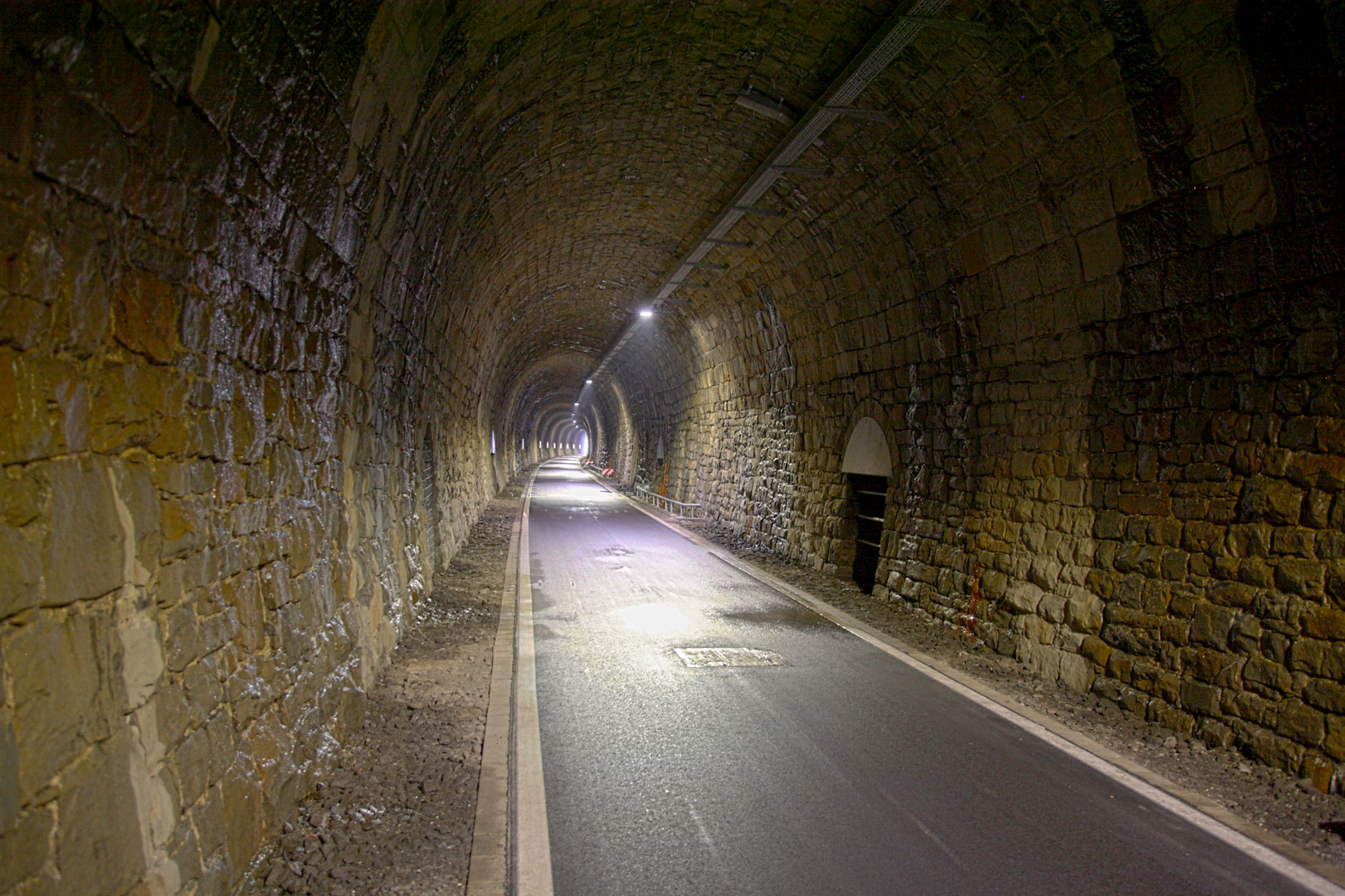
Rad- und Wanderweg in der Weströhre
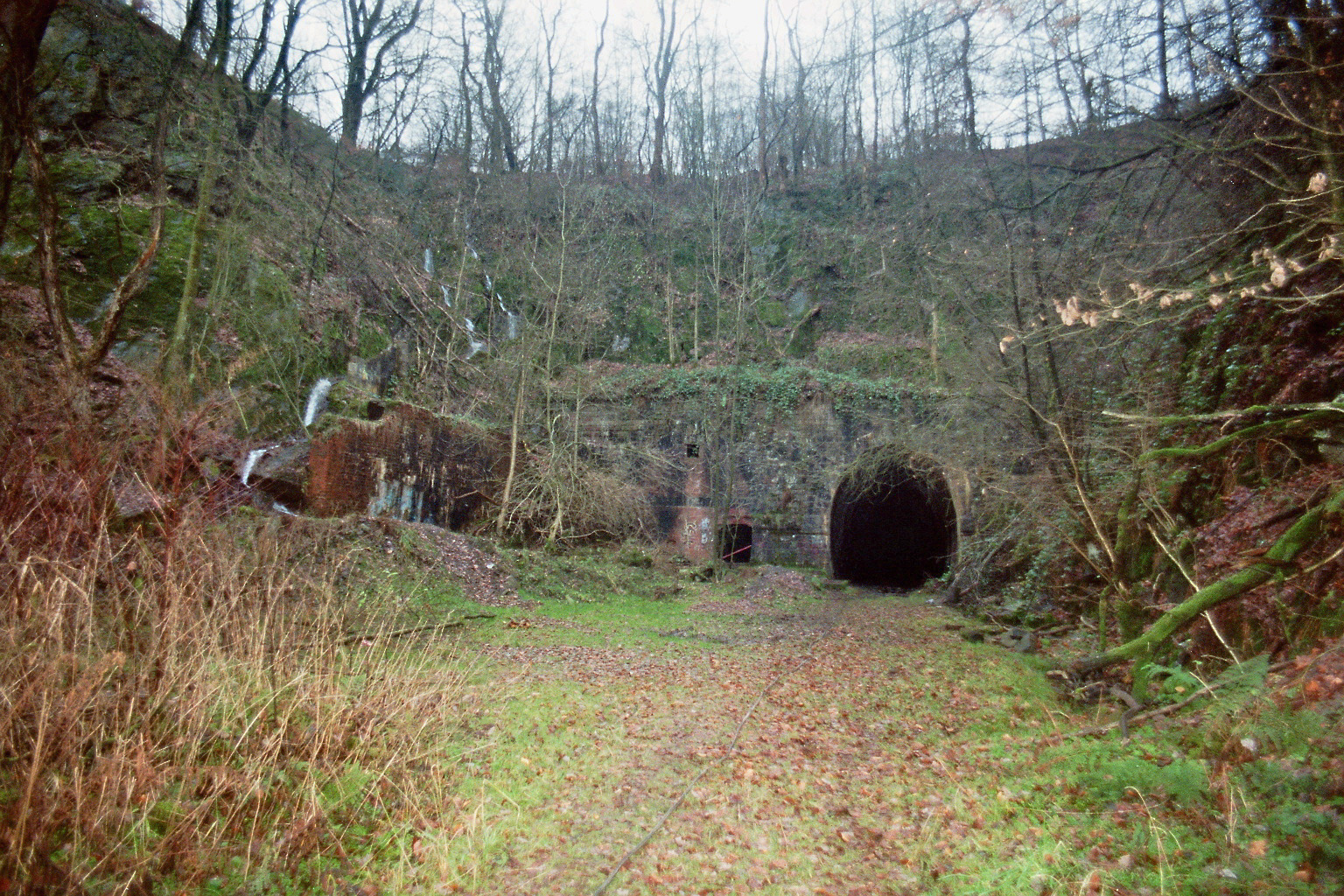
Das Nordportal bei Schee vor 2013
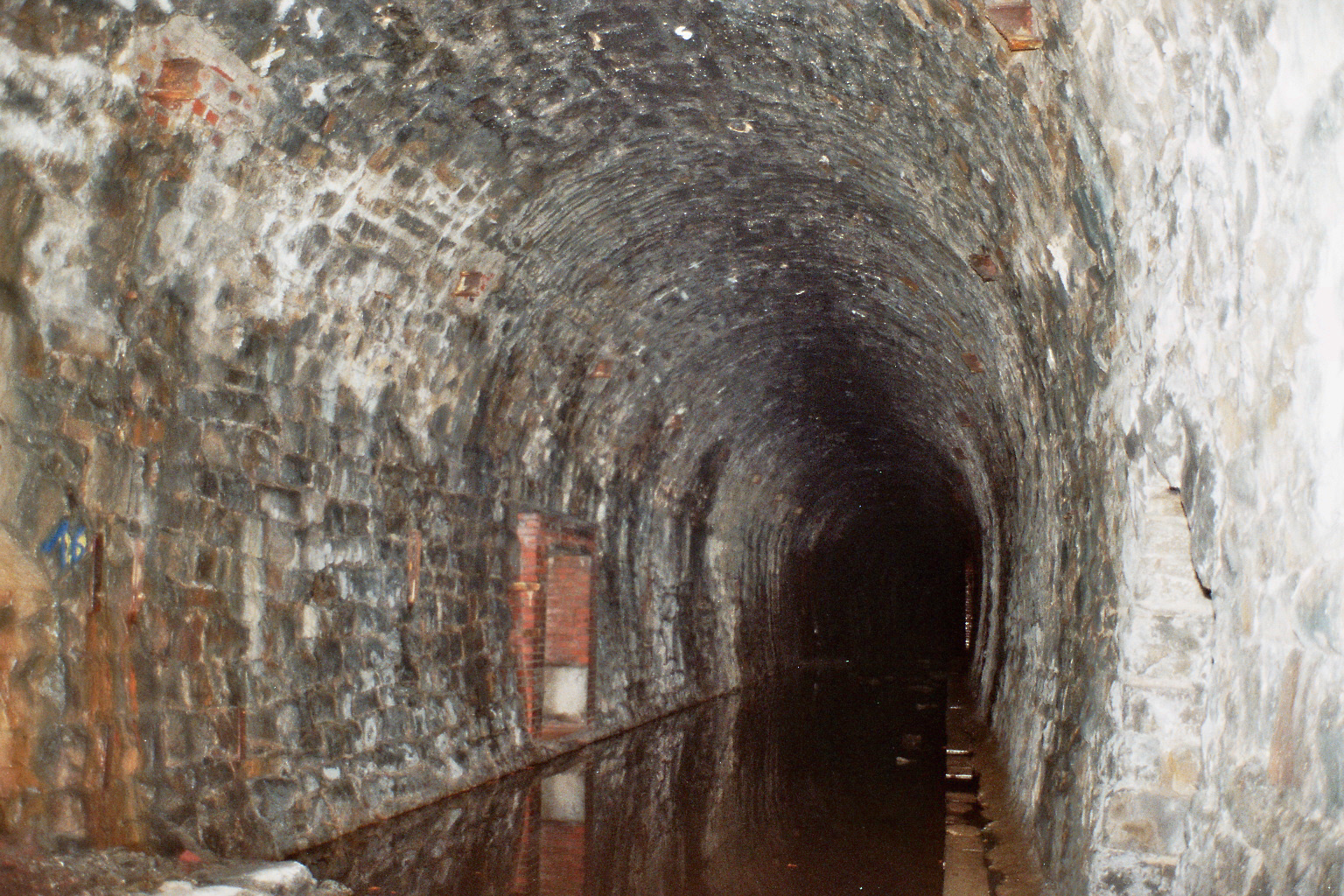
Das heutige Innere der ehemaligen U-Verlagerung Kauz in der Oströhre
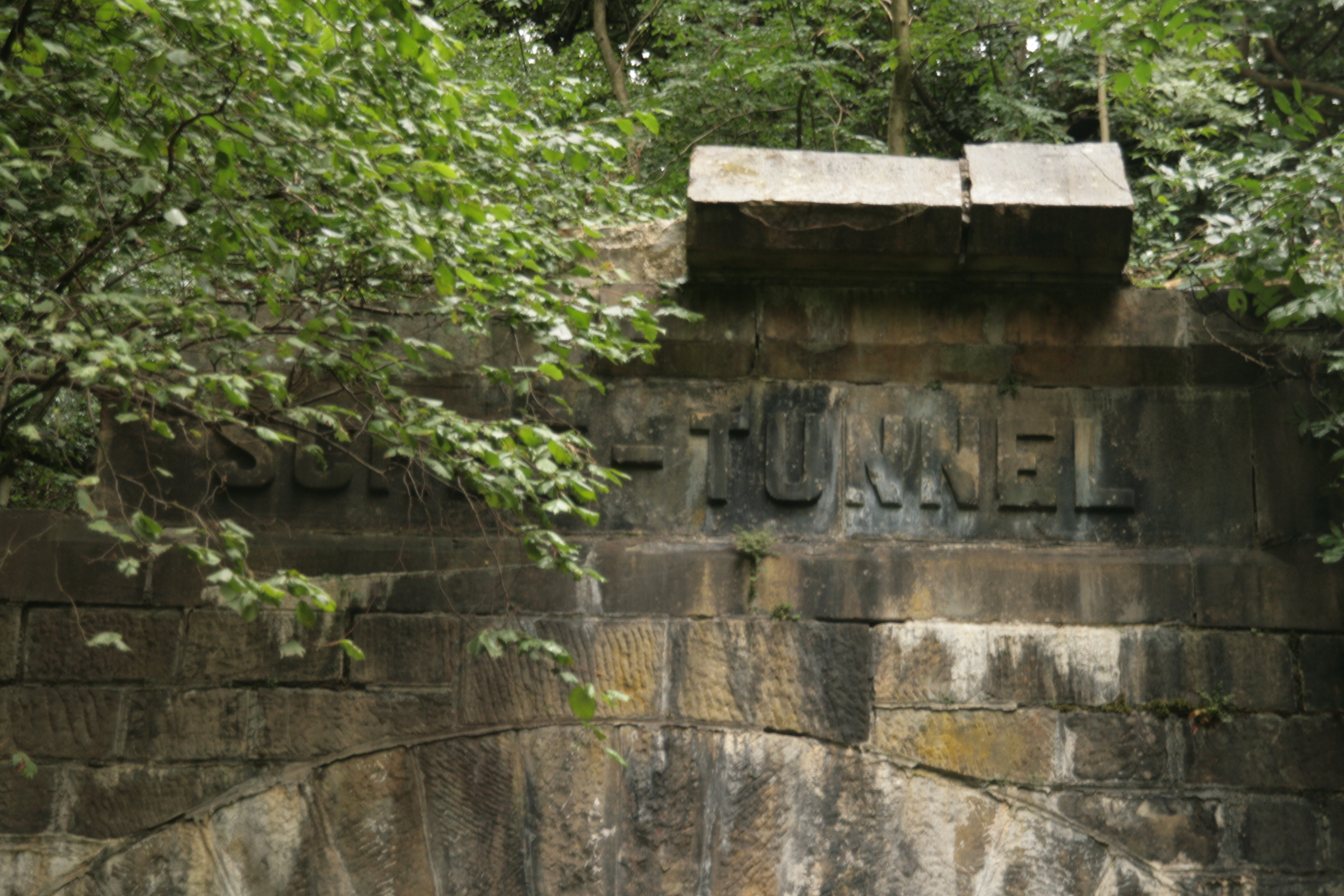
Schriftzug über dem Südportal
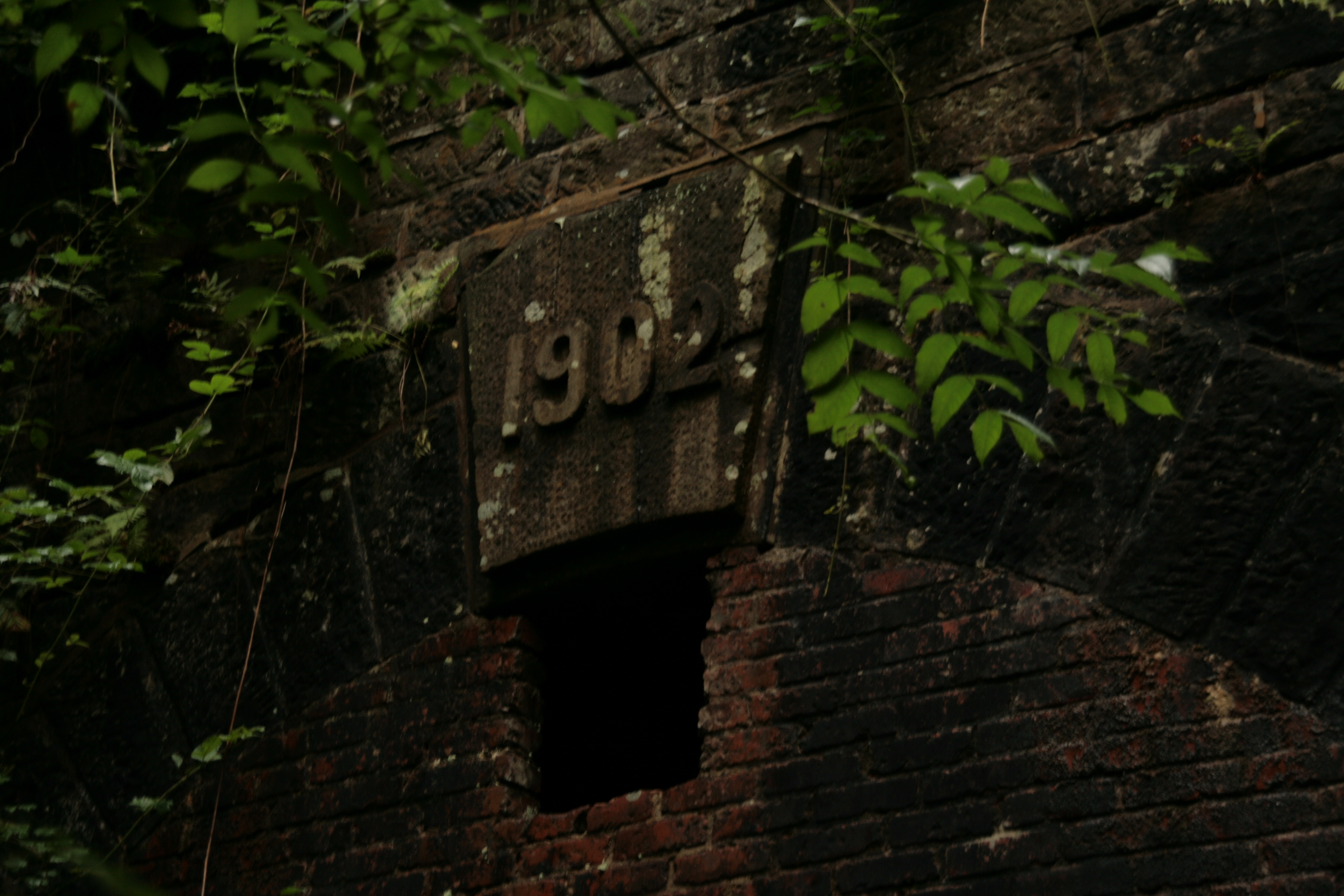
Datum über der Oströhre
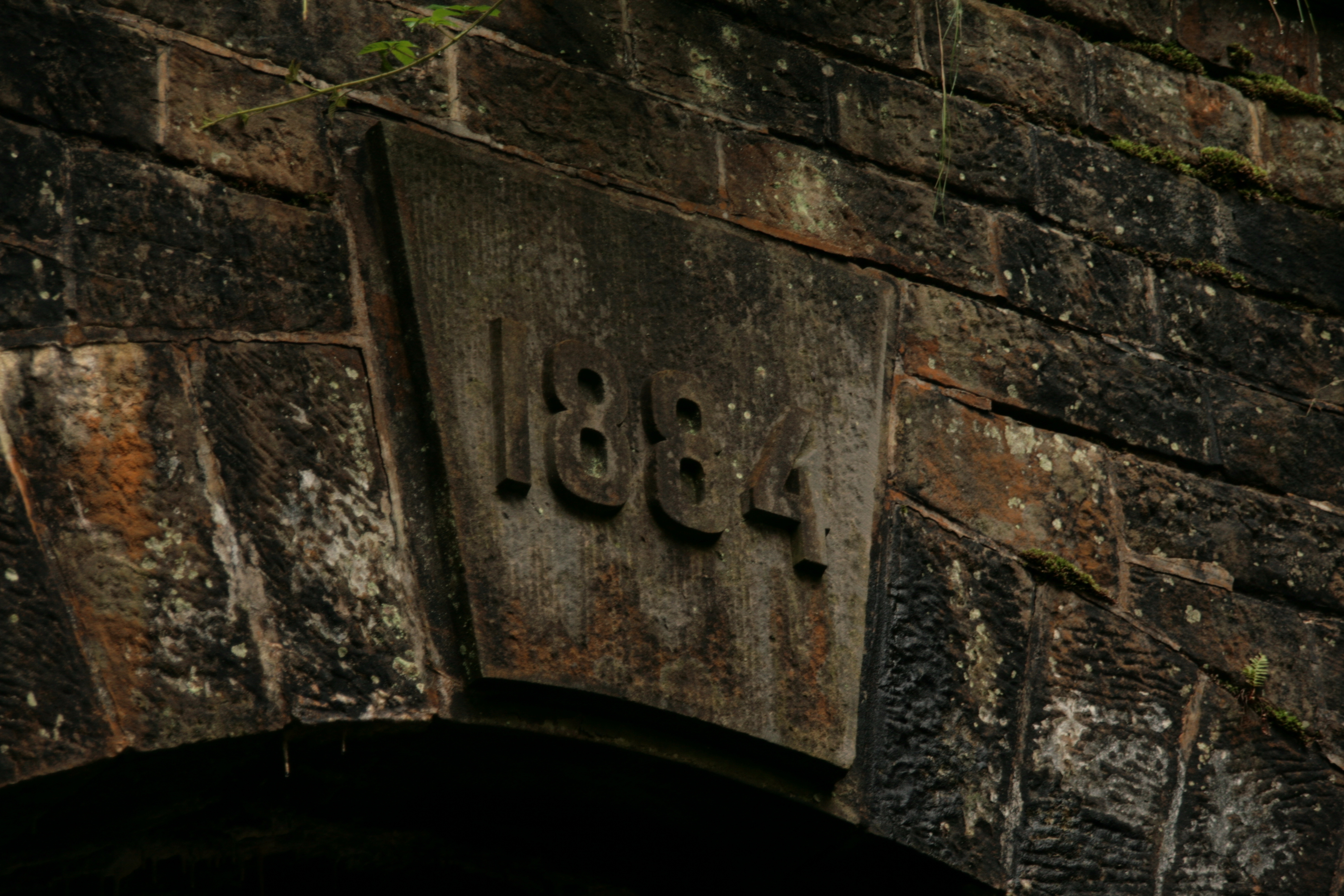
Datum über der Weströhre
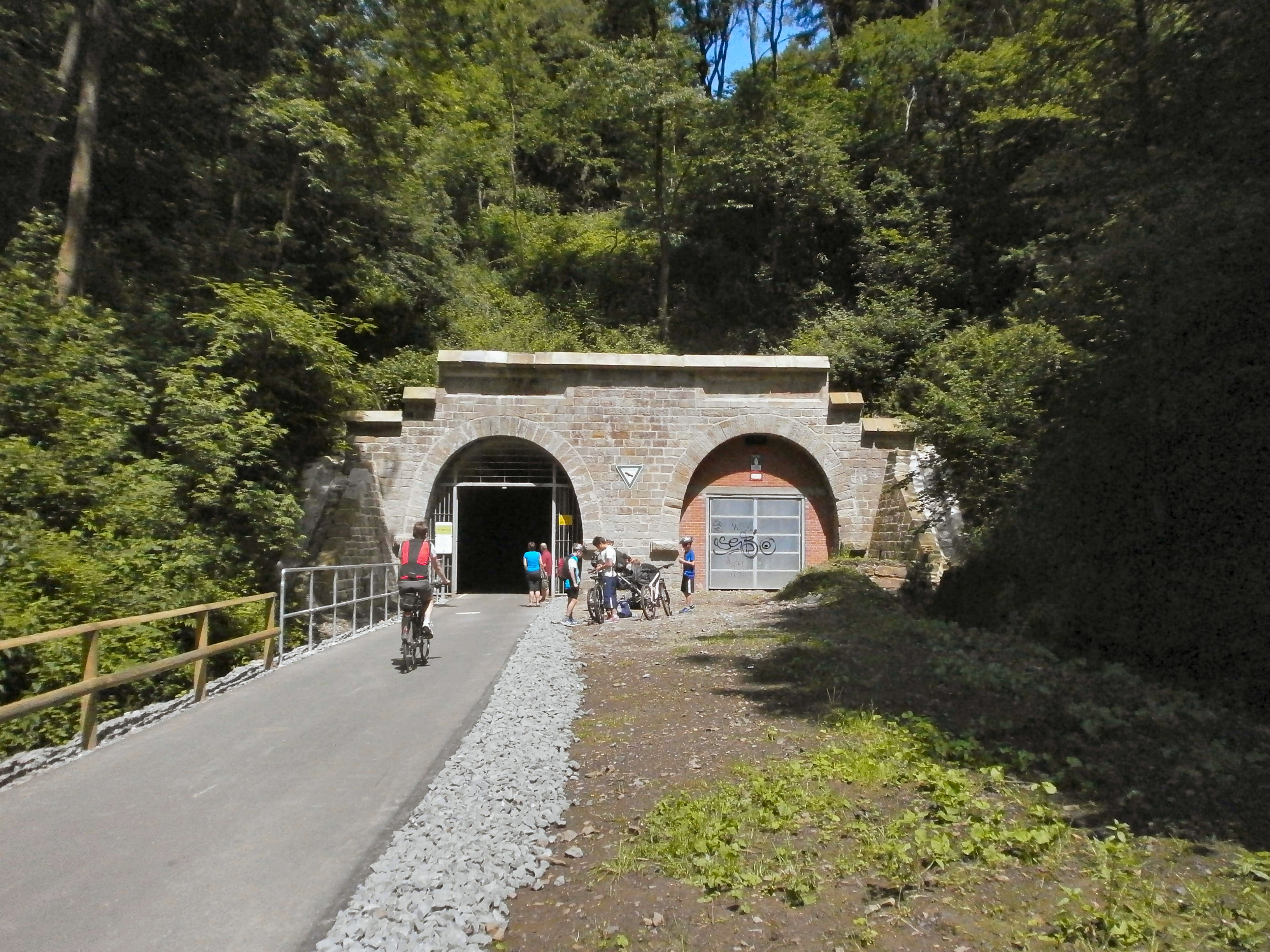
Renovierte Tunnelmünder Südportal, links Weströhre mit Radweg